# Homo-ontmoetingsplaats

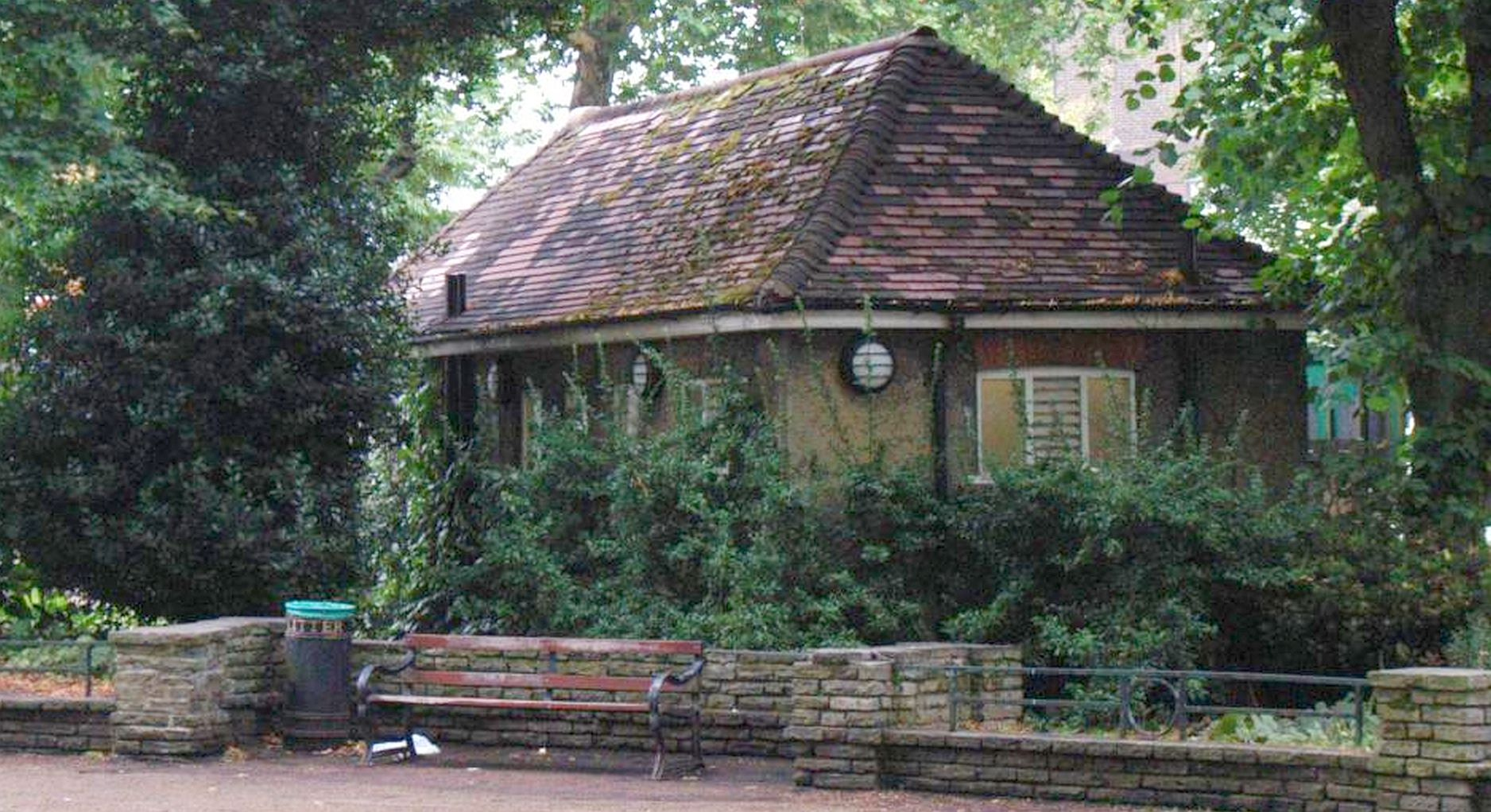
Een homo-ontmoetingsplek in Londen

Een homo-ontmoetingsplaats, -plek of -baan, afgekort HOP of GOP, is een plaats in de openbare ruimte, waar homo- en biseksuele mannen elkaar ontmoeten voor seksuele contacten. De geaardheidneutrale term is seksontmoetingsplaats, zie ook Publieke seks; waar van toepassing worden daarbij wel de termen seksparkeerplaats en parkeerplaatsseks gebruikt.
Het zoeken van vluchtige sekscontacten in de buitenlucht heet met een aan het Engels ontleend woord 'cruisen', naar cruising. Gebruikelijke plekken zijn stedelijke parken, landelijke bossen, openbare toiletten (urinoirs), stations, parkeerplaatsen (speciaal verzorgingsplaatsen langs snelwegen) en afgelegen stranden. Een vergelijkbare functie vervullen de zogeheten darkrooms die in diverse homocafés en -clubs te vinden zijn.

## Geschiedenis
Het fenomeen 'homo-ontmoetingsplaats' is niet iets van de laatste tijd. Al voor de zeventiende en achttiende eeuw bestaat er documentatie over 'banen' in de Nederlanden, zoals het Haagse Bos en het Lange Voorhout in Den Haag, en bij de Dom in Utrecht (zie Utrechtse sodomieprocessen). Het Engelse woord cruising én het Nederlandse woord 'baan' voor de plaats waar seksuele contacten worden gezocht, zouden ontleend zijn aan het achttiende-eeuwse Nederlandse woord cruysbaan.
Ook openbare toiletten (urinoirs), vroeger secreten genaamd, werden gebruikt voor anonieme seksuele contacten. In Amsterdam bestond er tot aan het eind van de twintigste eeuw een socio-cultureel fenomeen van seksuele ontmoetingen bij aan grachten geplaatste plaskrullen.
Contact zoeken op een HOP is een vorm van recreatie en met het mobieler worden van de mens ontstonden ook homo-ontmoetingsplaatsen langs de snelwegen en bij bepaalde doorgaande wegen. Hier zoeken overigens ook wel heteroseksuele mannen en vrouwen contact en dan krijgen zulke plaatsen de bijnaam seks-parking. Ook heteroseksuele parenseks, groepsseks en seks-campers hebben op bepaalde openbare plaatsen hun intrede gedaan.

## Verschijningsvormen
Als homo-ontmoetingsplaats kunnen de volgende plaatsen en gebieden dienstdoen:
- stedelijke parken
- landelijke bossen
- urinoirs
- bepaalde pleinen of rondom monumenten, kerken of oude gebouwen
- stations of bepaalde in-/uitgangen daarvan
- parkeerplaatsen (speciaal verzorgingsplaatsen langs snelwegen) en parkings
- recreatie-gebieden, -waters en afgelegen stranden (ook wel verst gelegen gedeeltes bij naaktrecreatie)
- nabij (homo-)uitgaansgelegenheden

### Locaties
Verzorgingsplaatsen langs snelwegen die als homo-ontmoetingsplaats bekendheid genieten:
| - Verzorgingsplaats Blaak - Verzorgingsplaats Bruggelen - Verzorgingsplaats Galgenveld - Verzorgingsplaats De Haere - Verzorgingsplaats Keelbos - Verzorgingsplaats De Kraaienberg | - Verzorgingsplaats De Lanen - Verzorgingsplaats Leikant - Verzorgingsplaats Liesbos - Verzorgingsplaats Sandelingen - Verzorgingsplaats Veenbult - Verzorgingsplaats De Wiel |

Daarnaast worden ook de volgende recreatiegebieden regelmatig door homo's bezocht voor al dan niet anonieme seksuele contacten:
- De Groene Ster
- Larserbos
- De Oeverlanden
- Park Sonsbeek
- Kralingse Bos
- Hoornseplas[3]

Ook in het buitenland kent men homo-ontmoetingsplaatsen. Zo stond de Brooklyn Heights Promenade bekend als ontmoetingsplaats.

## Ontwikkelingen
Veelal komen deze ontmoetingsplekken in het nieuws vanwege:
- al dan niet vermeende openlijke seksuele handelingen;
- parkeeroverlast;
- overlast voor andere gebruikers van de betreffende openbare ruimte, of omwonenden;
- milieuschade;
- vermeende prostitutie;
- geweld door 'potenrammers', in een enkel geval zelfs moord.

### Antihomogeweld
Naast de overlast die de cruisende mannen kunnen geven, worden zij op homo-ontmoetingsplaatsen ook relatief vaak slachtoffer van antihomoseksueel geweld. Volgens een onderzoek uit 2008, vormden incidenten op homo-ontmoetingsplaatsen met bijna 33% de grootste groep van gevallen waarin zich bedreigingen of geweld tegen homo's voordeden. Het geweld op deze ontmoetingsplaatsen is gemiddeld zwaarder, wat mogelijk een gevolg is van het feit dat dergelijke plaatsen vaak afgelegen liggen en seks er duidelijker zichtbaar plaatsvindt dan op andere locaties waar homo's elkaar ontmoeten, zoals het uitgaansleven.

### Bestrijding
De overheid bestrijdt de overlast door homo-ontmoetingsplaatsen onder meer door surveillance, maar ook door bijvoorbeeld bosschages te snoeien, door bij parkeerplaatsen langs snelwegen controles te plaatsen en zelfs zijn wilde runderen ingezet in natuurgebieden.
Ook werden (en worden) er door buurtbewoners wel burgerwachten ingezet, waarbij soms de grens met potenrammen erg vaag kan worden en de grens van eigenrichting kan worden overschreden.
In 2008 liep een politieactie tegen een HOP in Goirle bij Tilburg dusdanig uit de hand, dat er Kamervragen over werden gesteld.

### Bescherming
In de antwoorden en per ambtsbericht heeft de minister bepaald dat er geen opsporings- en/of verstoringsacties mogen plaatsvinden, als overlastcriteria aan de hand van vooraf bepaalde overlastdefinities, van belang om willekeur tegen te gaan, ontbreken op deze ontmoetingsplaatsen.
Sommige gemeenten, vooral grote steden, beschouwen het cruisen van homo's als een maatschappelijke noodzakelijk dan wel historisch gegroeid fenomeen. Zij kiezen er de laatste decennia voor om homo-ontmoetingsplaatsen (HOP's) te reguleren, door deze door de politie in samenwerking met lokale homo-belangenorganisaties en afdelingen van de Nederlandse Vereniging voor Integratie van Homoseksualiteit COC te laten beschermen of anders in te richten. GGD's of vrijwilligers van het Aids Fonds houden er regelmatig preventie- en voorlichtingsacties over veilig vrijen.
Sommige politiekorpsen laten agenten anoniem op deze plekken opereren om agressie of chantage door potenrammers te voorkomen. Soms bestrijden zij homoprostitutie door minderjarigen of illegalen, wat een enkele maal op de HOP voorkomt. Daarbij hanteren zij de politierichtlijn Blauw op de roze ontmoetingsplaats (november 2007) in de vorm van aanbevelingen, om te komen tot een eenduidige benadering die onderschreven is door de raad van hoofdcommissarissen. In Twente heeft de politie er professioneel invulling aan gegeven.
In Nederland is er een stichting actief, de Stichting Platform Keelbos, die optreedt als belangenbehartiger voor de homoseksuelen die op deze plaatsen komen voor seksuele contacten. Zij probeert via overleg met lokale overheden het ontmoedigingsbeleid te doen wijzigen in het toelaten ervan en probeert begrip te creëren voor deze groep mensen.

### Beleid
In de laatste jaren zijn en worden er informatie-campagnes, beleidsplannen en leidraden ontwikkeld voor bezoekers en belanghebbenden bij homo-ontmoetingsplekken. Door beleidsmakers en beheerders wordt er bij de inrichting en beheer van de openbare ruimte, in de ruimtelijke ordening en planologische ontwikkelingen meer en meer rekening gehouden met de verschillende gebruikers, functies en verschijningsvormen.
Planologisch hoeft een HOP niet als zodanig te worden aangewezen omdat wanneer die plek lange tijd aaneengesloten als zodanig mede gebruikt is als HOP, deze zo kan worden aangemerkt. Door dat feitelijke gebruik worden deze HOP's in gay reisgidsen en websites benoemd of opgesomd.
Stadsdeelwethouder Paulus de Wilt heeft op 28 april 2009 plattegronden onthuld waarop vermeld staat waar het cruisegebied (HOP) is in het Amsterdamse recreatiegebied De Oeverlanden van De Nieuwe Meer, om mensen die er niet mee geconfronteerd willen worden daarvoor te waarschuwen. Iets soortgelijks is te zien in het Kralingse Bos in Rotterdam. Dit is een voorbeeld van compartimentering.

## Onderzoek, studies en publicaties
In 2006 publiceerde kenniscentrum Movisie een handreiking met tips voor gemeenten hoe zij om kunnen gaan met HOP's, mogelijke problemen en oplossingen en advies over hoe gemeenten beleid hieromtrent kunnen maken. Ook wordt de rol van de politie, de GGD en van de gemeentelijke, provinciale en rijksoverheid belicht en uitgelegd. Deze handreiking werd geschreven door Judith Schuyf die ook mede-auteur was van de folder Blauw op de roze ontmoetingsplaats voor de LECD (Landelijk ExpertiseCentrum Diversiteit van de politie).
Een onderzoek van de studente landgebruiksplanning Maartje Bulkens is breder van gezichtsveld en bevat ook een enquête onder baanbezoekers en een uitgebreide literatuurlijst.
Langer geleden toonde de studie Homoseksualiteit als recreatievorm. 't Is maar wat je onder recreatie verstaat... hoe een gemeente in samenwerking met het plaatselijke COC tot een weloverwogen beleid komt met betrekking tot homo-ontmoetingsplaatsen.
Bi+ ·
Homoseksualiteit ·
Lesbianisme ·
Biseksualiteit ·
Panseksualiteit ·
Polyseksualiteit ·
Aseksualiteit ·
Demiseksualiteit ·
Queer ·
Questioning ·
Androfilie ·
Gynofilie
Cisgender
(Vrouw ·
Man) ·
Transgender
(Transvrouw ·
Transman ·
Transseksualiteit) ·
Intersekse ·
Tweeslachtigheid ·
Genderqueer ·
Questioning ·
Androgyn ·
Queer ·
Polygender
(Bigender ·
Trigender) ·
Pangender ·
Agender ·
Demigender
(Demigirl ·
Demiboy ·
Demifluïde ·
Demiflux ·
Demiandrogyn) ·
Neutrois ·
Genderfluïde
(Amorgender) ·
Genderflux ·
Intergender ·
Aporagender ·
Pocketgender ·
Derde geslacht ·
Butch en femme ·
Gendernon-conform ·
Queerheteroseksueel ·
Hijra ·
Two-spirit ·
Fa'afafine ·
Akava'ine ·
Androgynos ·
Bissu ·
Fakaleiti ·
Kathoey ·
Khanith ·
Mahu ·
Mak nyah ·
Muxe ·
Tomboy ·
Travesti ·
Tumtum ·
Winkte
Seksuologie ·
Genderstudies ·
Binaire geslachtsmodel ·
Genderspectrum ·
Lavendeltaalwetenschap ·
Lgbt-literatuur ·
Queerstudies ·
Queer theory
Postgenderisme ·
Feminisme
(Lesbisch feminisme ·
Transfeminisme) ·
Queercore
Oudheid:
Oude Rome ·
Oude Egypte
Vroegmoderne tijd:
Rusland
Moderne tijd:
Nazi-Duitsland ·
Rusland ·
Sovjet-Unie
Heden:
Nederland ·
Rusland ·
Sierra Leone
Roze driehoek ·
Regenboogvlag ·
Hanky code ·
Homomonument
Heteroseksisme
(Homofobie ·
Lesbofobie ·
Bifobie) ·
Genderisme
(Transfobie ·
Transmisogynie
Discriminatie van non-binaire personen ·
Cisseksisme) ·
Heteronormativiteit ·
Pinkwashing ·
Gay panic defense
(Trans panic defense) ·
Oppositie ·
LGBT ·
Homoseksualiteit in het leger
(Don't ask, don't tell) ·
Homoseksualiteit en religie
(Jodendom ·
Christendom ·
Islam ·
Bahai ·
Hindoeïsme ·
Boeddhisme ·
Sikhisme ·
Confucianisme ·
Shintoïsme ·
Taoïsme ·
Satanisme ·
Wicca ·
Unitair Universamisme ·
Scientology ·
Zoroastrisme) ·
Discriminatie tegen mensen met HIV ·
Doodstraf voor homoseksualiteit ·
Haatcriminaliteit ·
(Correctieve verkrachting ·
Antihomoseksueel geweld ·
Antihomoseksueel terrorisme) ·
Lgbt-gerelateerde zelfmoord ·
Conversietherapie (Homogenezing) ·
Schaal van Riddle
Arlington County vs. White ·
Artikel 248bis van het Wetboek van Strafrecht (Nederland) ·
Federal Marriage Amendment ·
Goodridge vs. Department of Public Health ·
Instructie inzake de criteria om roepingen te beoordelen van personen met homoseksuele neigingen met het oog op hun toelating tot het seminarie en de Heilige Wijdingen ·
Jogjakarta-beginselen ·
Jos Brink-prijs ·
Kentucky vs. Wasson ·
Lawrence v. Texas ·
Paragraaf 175 ·
Proposition 8 ·
Sectie 28 ·
Sodomiewetgeving
(Sodomiewetgeving in de Verenigde Staten) ·
Wolfenden Report
Bear ·
Crossdressing ·
(Travestie) ·
Gay Pride Parade ·
Homohoreca ·
Homo-icoon ·
Homo-ontmoetingsplaats ·
Lhbt-boekhandel ·
Outing ·
(Coming-out)
Holebi ·
Genderdysforie ·
Homoseksualiteit bij dieren ·
Safe-space